# Serjania oxytoma
Serjania oxytoma är en kinesträdsväxtart som beskrevs av Ludwig Radlkofer. Serjania oxytoma ingår i släktet Serjania och familjen kinesträdsväxter. Inga underarter finns listade i Catalogue of Life.